# Eisschnelllauf-Einzelstreckenweltmeisterschaften 1999

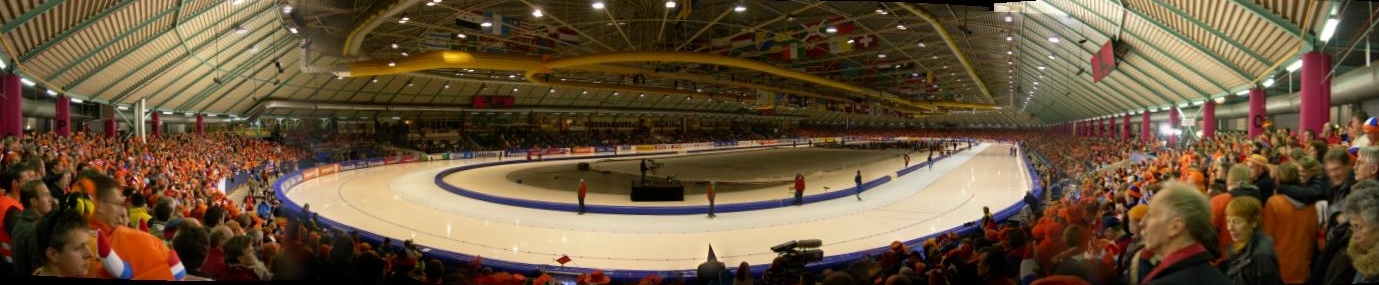
Thialf-Halle

Die 4. Einzelstreckenweltmeisterschaften wurden vom 12. bis 14. März 1999 im niederländischen Heerenveen im Thialf ausgetragen.

## Teilnehmende Nationen
- 111 Sportler aus 20 Nationen nahmen an der Meisterschaft teil

| Teilnehmende Nationen             | Teilnehmende Nationen                              | Teilnehmende Nationen            | Teilnehmende Nationen                    | Teilnehmende Nationen                      |
| --------------------------------- | -------------------------------------------------- | -------------------------------- | ---------------------------------------- | ------------------------------------------ |
| Österreich Belgien Belarus Kanada | Volksrepublik China Tschechien Finnland Frankreich | Deutschland Ungarn Italien Japan | Kasachstan Südkorea Niederlande Norwegen | Polen Russland Schweden Vereinigte Staaten |

## Sieger
- Zeigt die drei Medaillenplätze der einzelnen Distanzen

### Frauen
| Distanz       | Gold                     | Silber                          | Bronze                         |
| ------------- | ------------------------ | ------------------------------- | ------------------------------ |
| 2 × 500 Meter | Catriona LeMay-Doan      | Swetlana Schurowa               | Tomomi Okazaki Marianne Timmer |
| 1.000 Meter   | Marianne Timmer          | Monique Garbrecht               | Catriona LeMay-Doan            |
| 1.500 Meter   | Emese Hunyady            | Gunda Niemann-Stirnemann        | Tonny de Jong                  |
| 3.000 Meter   | Gunda Niemann-Stirnemann | Tonny de Jong Claudia Pechstein |                                |
| 5.000 Meter   | Gunda Niemann-Stirnemann | Claudia Pechstein               | Tonny de Jong                  |

### Männer
| Distanz       | Gold             | Silber           | Bronze              |
| ------------- | ---------------- | ---------------- | ------------------- |
| 2 × 500 Meter | Hiroyasu Shimizu | Erben Wennemars  | Jakko Jan Leeuwangh |
| 1.000 Meter   | Jan Bos          | Hiroyasu Shimizu | Jakko Jan Leeuwangh |
| 1.500 Meter   | Ids Postma       | Ådne Søndrål     | Rintje Ritsma       |
| 5.000 Meter   | Gianni Romme     | Bart Veldkamp    | Bob de Jong         |
| 10.000 Meter  | Bob de Jong      | Gianni Romme     | Frank Dittrich      |

## Wettbewerbe

### Frauen

#### 2 × 500 Meter
- Die Zeiten beider 500 m Läufe in Sekunden, werden addiert und ergeben die Gesamtpunktzahl

| Platz | Name                           | Land              | 1. Lauf 500 Meter   | 2. Lauf 500 Meter   | Gesamt- punkte |
| ----- | ------------------------------ | ----------------- | ------------------- | ------------------- | -------------- |
| 1     | Catriona LeMay-Doan            | Kanada            | 38,48 (2)           | 38,39 (1)           | 76,87          |
| 2     | Swetlana Schurowa              | Russland          | 38,04 (1)           | 38,89 (4)           | 76,93          |
| 3     | Tomomi Okazaki Marianne Timmer | Japan Niederlande | 38,62 (4) 38,69 (5) | 38,64 (3) 38,57 (2) | 77,26          |
| 5     | Monique Garbrecht              | Deutschland       | 38,59 (3)           | 39,17 (7)           | 77,76          |
| 6     | Sabine Völker                  | Deutschland       | 38,84 (6)           | 39,00 (5)           | 77,84          |
| 7     | Mayumi Kagawa                  | Japan             | 38,97 (7)           | 39,01 (6)           | 77,98          |
| 8     | Eriko Sanmiya                  | Japan             | 39,14 (8)           | 39,28 (9)           | 78,42          |
| 9     | Chiara Simionato               | Italien           | 39,34 (11)          | 39,20 (8)           | 78,54          |
| 10    | Edel Therese Høiseth           | Norwegen          | 39,19 (9)           | 39,61 (11)          | 78,80          |
|       |                                |                   |                     |                     |                |
| 11    | Christina Zummack              | Deutschland       | 39,28 (10)          | 39,70 (12)          | 78,98          |

#### 1.000 Meter
| Platz | Name                 | Land        | Zeit    |
| ----- | -------------------- | ----------- | ------- |
| 1     | Marianne Timmer      | Niederlande | 1:16,21 |
| 2     | Monique Garbrecht    | Deutschland | 1:16,75 |
| 3     | Catriona LeMay-Doan  | Kanada      | 1:16,97 |
| 4     | Sabine Völker        | Deutschland | 1:17,04 |
| 5     | Aki Tonoike          | Japan       | 1:17,74 |
| 6     | Annamarie Thomas     | Niederlande | 1:18,05 |
| 7     | Tomomi Okazaki       | Japan       | 1:18,39 |
| 8     | Swetlana Schurowa    | Russland    | 1:18,41 |
| 9     | Edel Therese Høiseth | Norwegen    | 1:18,50 |
| 10    | Chiara Simionato     | Italien     | 1:18,61 |
|       |                      |             |         |
| 13    | Franziska Schenk     | Deutschland | 1:18,96 |

#### 1.500 Meter
| Platz | Name                     | Land               | Zeit    |
| ----- | ------------------------ | ------------------ | ------- |
| 1     | Emese Hunyady            | Österreich         | 1:58,29 |
| 2     | Gunda Niemann-Stirnemann | Deutschland        | 1:58,43 |
| 3     | Tonny de Jong            | Niederlande        | 1:59,17 |
| 4     | Claudia Pechstein        | Deutschland        | 1:59,46 |
| 5     | Annamarie Thomas         | Niederlande        | 1:59,51 |
| 6     | Warwara Baryschewa       | Russland           | 2:00,42 |
| 7     | Jennifer Rodriguez       | Vereinigte Staaten | 2:00,59 |
| 8     | Maki Tabata              | Japan              | 2:00,71 |
| 9     | Marieke Wijsman          | Niederlande        | 2:02,28 |
| 10    | Chiara Simionato         | Italien            | 2:02,39 |
|       |                          |                    |         |
| 15    | Daniela Anschütz         | Deutschland        | 2:03,51 |
| 24    | Emese Dörfler-Antal      | Österreich         | 2:06,68 |

#### 3.000 Meter
| Platz | Name                            | Land                    | Zeit    |
| ----- | ------------------------------- | ----------------------- | ------- |
| 1     | Gunda Niemann-Stirnemann        | Deutschland             | 4:04,88 |
| 2     | Tonny de Jong Claudia Pechstein | Niederlande Deutschland | 4:07,49 |
| 4     | Barbara de Loor                 | Niederlande             | 4:09,93 |
| 5     | Carla Zijlstra                  | Niederlande             | 4:12,26 |
| 6     | Maki Tabata                     | Japan                   | 4:12,72 |
| 7     | Emese Hunyady                   | Österreich              | 4:12,75 |
| 8     | Jennifer Rodriguez              | Vereinigte Staaten      | 4:13,79 |
| 9     | Ulrike Adeberg                  | Deutschland             | 4:15,45 |
| 10    | Swetlana Baschanowa             | Russland                | 4:15,86 |
|       |                                 |                         |         |
| 22    | Emese Dörfler-Antal             | Österreich              | 4:24,63 |

#### 5.000 Meter
| Platz | Name                     | Land        | Zeit    |
| ----- | ------------------------ | ----------- | ------- |
| 1     | Gunda Niemann-Stirnemann | Deutschland | 7:01,88 |
| 2     | Claudia Pechstein        | Deutschland | 7:04,24 |
| 3     | Tonny de Jong            | Niederlande | 7:05,16 |
| 4     | Carla Zijlstra           | Niederlande | 7:11,93 |
| 5     | Barbara de Loor          | Niederlande | 7:13,39 |
| 6     | Maki Tabata              | Japan       | 7:15,54 |
| 7     | Eriko Seo                | Japan       | 7:19,87 |
| 8     | Cindy Overland           | Kanada      | 7:22,78 |
| 9     | Ulrike Adeberg           | Deutschland | 7:23,39 |
| 10    | Yayoi Nagaoka            | Japan       | 7:25,44 |

### Männer

#### 2 × 500 Meter
- Die Zeiten beider 500 m Läufe in Sekunden, werden addiert und ergeben die Gesamtpunktzahl

| Platz | Name                | Land        | 1. Lauf 500 Meter | 2. Lauf 500 Meter | Gesamt- punkte |
| ----- | ------------------- | ----------- | ----------------- | ----------------- | -------------- |
| 1     | Hiroyasu Shimizu    | Japan       | 35,43 (1)         | 35,26 (1)         | 70,69          |
| 2     | Erben Wennemars     | Niederlande | 35,61 (3)         | 35,77 (3)         | 71,38          |
| 3     | Jakko Jan Leeuwangh | Niederlande | 35,81 (4)         | 36,02 (7)         | 71,83          |
| 4     | Ermanno Ioriatti    | Italien     | 35,87 (6)         | 36,10 (8)         | 71,97          |
| 5     | Grunde Njøs         | Norwegen    | 36,12 (9)         | 35,87 (4)         | 71,99          |
| 6     | Paweł Abratkiewicz  | Polen       | 36,17 (11)        | 35,99 (6)         | 72,16          |
| 7     | Tomasz Swist        | Polen       | 35,84 (5)         | 36,34 (12)        | 72,18          |
| 8     | Junichi Inoue       | Japan       | 36,13 (10)        | 36,12 (9)         | 72,25          |
| 9     | Mike Ireland        | Kanada      | 36,31 (13)        | 36,12 (9)         | 72,43          |
| 10    | Janne Hänninen      | Finnland    | 36,08 (8)         | 36,36 (13)        | 72,44          |
| 10    | Yukinori Miyabe     | Japan       | 36,57 (16)        | 35,87 (4)         | 72,44          |
|       |                     |             |                   |                   |                |
| 14    | Michael Künzel      | Deutschland | 36,25 (12)        | 36,66 (18)        | 72,91          |
| 15    | Andreas Behr        | Deutschland | 36,65 (18)        | 36,49 (15)        | 73,14          |
| 16    | Roland Brunner      | Österreich  | 36,62 (17)        | 36,61 (17)        | 73,23          |

#### 1.000 Meter
| Platz | Name                | Land        | Zeit    |
| ----- | ------------------- | ----------- | ------- |
| 1     | Jan Bos             | Niederlande | 1:10,41 |
| 2     | Hiroyasu Shimizu    | Japan       | 1:10,75 |
| 3     | Jakko Jan Leeuwangh | Niederlande | 1:10,79 |
| 4     | Erben Wennemars     | Niederlande | 1:11,02 |
| 5     | Paweł Abratkiewicz  | Polen       | 1:11,26 |
| 6     | Jason Parker        | Kanada      | 1:11,52 |
| 7     | Christian Breuer    | Deutschland | 1:11,57 |
| 8     | Ådne Søndrål        | Norwegen    | 1:11,61 |
| 9     | Grunde Njøs         | Norwegen    | 1:12,03 |
| 10    | Dino Gillarduzzi    | Italien     | 1:12,10 |
|       |                     |             |         |
| 13    | Roland Brunner      | Österreich  | 1:12,28 |

#### 1.500 Meter
| Platz | Name                    | Land           | Zeit    |
| ----- | ----------------------- | -------------- | ------- |
| 1     | Ids Postma              | Niederlande    | 1:47,92 |
| 2     | Ådne Søndrål            | Norwegen       | 1:48,25 |
| 3     | Rintje Ritsma           | Niederlande    | 1:49,28 |
| 4     | Cédric Kuentz           | Frankreich     | 1:49,39 |
| 5     | Steven Elm              | Kanada         | 1:49,84 |
| 6     | Vadim Sajutin           | Russland       | 1:49,96 |
| 7     | Roberto Sighel          | Italien        | 1:50,21 |
| 8     | Kevin Marshall          | Kanada         | 1:50,37 |
| 9     | Christian Breuer        | Deutschland    | 1:50,38 |
| 10    | Yūsuke Imai Eskil Ervik | Japan Norwegen | 1:50,42 |
|       |                         |                |         |
| 16    | Michael Spielmann       | Deutschland    | 1:51,46 |
| 20    | Oliver Arlt             | Deutschland    | 1:52,18 |
| 22    | Marnix ten Kortenaar    | Österreich     | 1:52,22 |

#### 5.000 Meter
| Platz | Name                 | Land        | Zeit    |
| ----- | -------------------- | ----------- | ------- |
| 1     | Gianni Romme         | Niederlande | 6:29,39 |
| 2     | Bart Veldkamp        | Belgien     | 6:29,75 |
| 3     | Bob de Jong          | Niederlande | 6:29,88 |
| 4     | Eskil Ervik          | Norwegen    | 6:30,28 |
| 5     | Frank Dittrich       | Deutschland | 6:32,72 |
| 6     | Vadim Sajutin        | Russland    | 6:33,61 |
| 7     | Roberto Sighel       | Italien     | 6:34,22 |
| 8     | Keiji Shirahata      | Japan       | 6:35,73 |
| 9     | Uwe Tonat            | Deutschland | 6:35,98 |
| 10    | René Taubenrauch     | Deutschland | 6:36,86 |
|       |                      |             |         |
| 17    | Marnix ten Kortenaar | Österreich  | 6:43,60 |

#### 10.000 Meter
| Platz | Name             | Land        | Zeit     |
| ----- | ---------------- | ----------- | -------- |
| 1     | Bob de Jong      | Niederlande | 13:26,61 |
| 2     | Gianni Romme     | Niederlande | 13:29,83 |
| 3     | Frank Dittrich   | Deutschland | 13:30,22 |
| 4     | Vadim Sajutin    | Russland    | 13:32,78 |
| 5     | Bart Veldkamp    | Belgien     | 13:37,22 |
| 6     | Brigt Rykkje     | Norwegen    | 13:37,34 |
| 7     | René Taubenrauch | Deutschland | 13:46,33 |
| 8     | Lasse Sætre      | Norwegen    | 13:48,66 |
| 9     | Kjell Storelid   | Norwegen    | 13:49,77 |
| 10    | Uwe Tonat        | Deutschland | 13:55,37 |

## Gesamt
Die Medaillen im Teamwettbewerb fließen als einzelne Medaille in die Nationenwertung und in die Rangliste als eine Medaille je Starter ein
- Platz: Gibt die Reihenfolge der Athleten wieder. Diese wird durch die Anzahl der Goldmedaillen bestimmt. Bei gleicher Anzahl werden die Silbermedaillen verglichen, danach die Bronzemedaillen
- Name: Nennt den Namen des Athleten
- Land: Nennt das Land, für das der Athlet startete
- Gold: Nennt die Anzahl der gewonnenen Goldmedaillen
- Silber: Nennt die Anzahl der gewonnenen Silbermedaillen
- Bronze: Nennt die Anzahl der gewonnenen Bronzemedaillen
- Gesamt: Nennt die Anzahl aller gewonnenen Medaillen

### Top Ten
- Die Top Ten zeigt die Zehn erfolgreichsten Sportler (Frauen/Männer)

| Platz | Name                     | Land        | Gold | Silber | Bronze | Gesamt |
| ----- | ------------------------ | ----------- | ---- | ------ | ------ | ------ |
| 1.    | Gunda Niemann-Stirnemann | Deutschland | 2    | 1      | 0      | 3      |
| 2.    | Hiroyasu Shimizu         | Japan       | 1    | 1      | 0      | 2      |
| 2.    | Gianni Romme             | Niederlande | 1    | 1      | 0      | 2      |
| 4.    | Catriona LeMay-Doan      | Kanada      | 1    | 0      | 1      | 2      |
| 4.    | Bob de Jong              | Niederlande | 1    | 0      | 1      | 2      |
| 4.    | Marianne Timmer          | Niederlande | 1    | 0      | 1      | 2      |
| 7.    | Emese Hunyady            | Österreich  | 1    | 0      | 0      | 1      |
| 7.    | Ids Postma               | Niederlande | 1    | 0      | 0      | 1      |
| 7.    | Jan Bos                  | Niederlande | 1    | 0      | 0      | 1      |
| 10.   | Claudia Pechstein        | Deutschland | 0    | 2      | 0      | 2      |

### Nationenwertung
- Die Nationenwertung zeigt die erfolgreichsten Nationen (Frauen/Männer)

| Platz | Land        | Gold | Silber | Bronze | Gesamt |
| ----- | ----------- | ---- | ------ | ------ | ------ |
| 1.    | Niederlande | 5    | 3      | 7      | 15     |
| 2.    | Deutschland | 2    | 4      | 1      | 7      |
| 3.    | Japan       | 1    | 1      | 1      | 3      |
| 4.    | Kanada      | 1    | 0      | 1      | 2      |
| 5.    | Österreich  | 1    | 0      | 0      | 1      |
| 6.    | Belgien     | 0    | 1      | 0      | 1      |
| 6.    | Norwegen    | 0    | 1      | 0      | 1      |
| 6.    | Russland    | 0    | 1      | 0      | 1      |

### Frauen

#### Rangliste
- Die Rangliste zeigt die erfolgreichsten Sportlerinnen der Einzelstrecken-WM

| Platz | Name                     | Land        | Gold | Silber | Bronze | Gesamt |
| ----- | ------------------------ | ----------- | ---- | ------ | ------ | ------ |
| 1.    | Gunda Niemann-Stirnemann | Deutschland | 2    | 1      | 0      | 3      |
| 2.    | Catriona LeMay-Doan      | Kanada      | 1    | 0      | 1      | 2      |
| 3.    | Marianne Timmer          | Niederlande | 1    | 0      | 1      | 2      |
| 4.    | Emese Hunyady            | Österreich  | 1    | 0      | 0      | 1      |
| 5.    | Claudia Pechstein        | Deutschland | 0    | 2      | 0      | 2      |
| 6.    | Tonny de Jong            | Niederlande | 0    | 1      | 2      | 3      |
| 7.    | Monique Garbrecht        | Deutschland | 0    | 1      | 0      | 1      |
| 7.    | Swetlana Schurowa        | Russland    | 0    | 1      | 0      | 1      |
| 9.    | Tomomi Okazaki           | Japan       | 0    | 0      | 1      | 1      |

#### Nationenwertung
- Die Nationenwertung zeigt die erfolgreichste Nationen (Frauen)

| Platz | Land        | Gold | Silber | Bronze | Gesamt |
| ----- | ----------- | ---- | ------ | ------ | ------ |
| 1.    | Deutschland | 2    | 4      | 0      | 6      |
| 2.    | Niederlande | 1    | 1      | 3      | 5      |
| 3.    | Kanada      | 1    | 0      | 1      | 2      |
| 4.    | Österreich  | 1    | 0      | 0      | 1      |
| 5.    | Russland    | 0    | 1      | 0      | 1      |
| 6.    | Japan       | 0    | 0      | 1      | 1      |

### Männer

#### Rangliste
- Die Rangliste zeigt die erfolgreichsten Sportler der Einzelstrecken-WM

| Platz | Name                | Land        | Gold | Silber | Bronze | Gesamt |
| ----- | ------------------- | ----------- | ---- | ------ | ------ | ------ |
| 1.    | Hiroyasu Shimizu    | Japan       | 1    | 1      | 0      | 2      |
| 1.    | Gianni Romme        | Niederlande | 1    | 1      | 0      | 2      |
| 3.    | Bob de Jong         | Niederlande | 1    | 0      | 1      | 2      |
| 4.    | Ids Postma          | Niederlande | 1    | 0      | 0      | 1      |
| 4.    | Jan Bos             | Niederlande | 1    | 0      | 0      | 1      |
| 6.    | Bart Veldkamp       | Belgien     | 0    | 1      | 0      | 1      |
| 6.    | Erben Wennemars     | Niederlande | 0    | 1      | 0      | 1      |
| 6.    | Ådne Søndrål        | Norwegen    | 0    | 1      | 0      | 1      |
| 9.    | Jakko Jan Leeuwangh | Niederlande | 0    | 0      | 2      | 2      |
| 10.   | Frank Dittrich      | Deutschland | 0    | 0      | 1      | 1      |
| 10.   | Rintje Ritsma       | Niederlande | 0    | 0      | 1      | 1      |

#### Nationenwertung
- Die Nationenwertung zeigt die erfolgreichste Nationen (Männer)

| Platz | Land        | Gold | Silber | Bronze | Gesamt |
| ----- | ----------- | ---- | ------ | ------ | ------ |
| 1.    | Niederlande | 4    | 2      | 4      | 10     |
| 2.    | Japan       | 1    | 1      | 0      | 2      |
| 3.    | Belgien     | 0    | 1      | 0      | 1      |
| 3.    | Norwegen    | 0    | 1      | 0      | 1      |
| 5.    | Deutschland | 0    | 0      | 1      | 1      |